# نکی ادیپی
نکی ادیپی (انگلیسی: Neki Adipi؛ زادهٔ ۱۵ مهٔ ۱۹۸۴) بازیکن فوتبال اهل فرانسه است.
از باشگاه‌هایی که در آن بازی کرده‌است می‌توان به اشاره کرد.
وی همچنین در تیم ملی فوتبال گویان فرانسه بازی کرده‌است.